# Torpeda 53-58
Torpeda 53-58 – (oryginalnie T-5) pierwsza radziecka torpeda ciężka z głowicą jądrową. Torpeda 53-58 przenoszona przez  okręty podwodne i służy do zwalczania innych jednostek tej klasy. Pocisk nie jest wyposażony w układ naprowadzania i kontrolowana jest żyroskopowo.